# Manihot purpureocostata
Manihot purpureocostata är en törelväxtart som beskrevs av Johann Baptist Emanuel Pohl. Manihot purpureocostata ingår i släktet Manihot och familjen törelväxter. Inga underarter finns listade i Catalogue of Life.